# Stratford (Wisconsin)
Stratford ist eine Gemeinde (mit dem Status „Village“) im Marathon County im US-amerikanischen Bundesstaat Wisconsin. Im Jahr 2010 hatte Stratford 1578 Einwohner.
Stratford ist der Bestandteil der Metropolitan Statistical Area Wausau, die sich mit dem Marathon County deckt.

## Geografie
Stratford liegt in der nördlichen Mitte Wisconsins am Big Eau Pleine River, einem Nebenfluss des in den Mississippi mündenden Wisconsin River.
Die geografischen Koordinaten von Stratford sind 44°48′04″ nördlicher Breite und 90°04′45″ westlicher Länge. Das Gemeindegebiet erstreckt sich über eine Fläche von 13,86 km². Die Gemeinde Stratford wird im Nordwesten, Westen und Südwesten von der Town of Eau Pleine sowie im Nordosten, Osten und Südosten von der Town of Cleveland umgeben, ohne dieser einer davon anzugehören.
Nachbarorte von Stratford sind Fenwood (12,4 km nordöstlich), Auburndale (22 km südlich), Marshfield (17,8 km südwestlich), Spencer (21,9 km westsüdwestlich) und Unity (24,1 km westnordwestlich).
Die nächstgelegenen größeren Städte sind Wausau (52,7 km ostnordöstlich), Green Bay am Michigansee (191 km östlich), Appleton (174 km ostsüdöstlich), Wisconsins größte Stadt Milwaukee (304 km südöstlich), Wisconsins Hauptstadt Madison (240 km südsüdöstlich), La Crosse am Mississippi (181 km südwestlich), Eau Claire (140 km westlich), die Twin Cities in Minnesota (262 km in der gleichen Richtung) und Duluth am Oberen See in Minnesota (349 km nordwestlich).

## Verkehr
Im Zentrum von Stratford kreuzen die Wisconsin State Highways 97 und 153. Alle weiteren Straßen sind untergeordnete Landstraßen, teils unbefestigte Fahrwege sowie innerörtliche Verbindungsstraßen.
Der nächste Flughafen ist der Central Wisconsin Airport in Mosinee (33,5 km östlich).

## Bevölkerung
Nach der Volkszählung im Jahr 2010 lebten in Stratford 1578 Menschen in 666 Haushalten. Die Bevölkerungsdichte betrug 113,9 Einwohner pro Quadratkilometer. In den 666 Haushalten lebten statistisch je 2,37 Personen.
Ethnisch betrachtet setzte sich die Bevölkerung zusammen aus 98,5 Prozent Weißen, 0,2 Prozent Afroamerikanern, 0,2 Prozent amerikanischen Ureinwohnern, 0,1 Prozent Asiaten sowie 0,4 Prozent aus anderen ethnischen Gruppen; 0,6 Prozent stammten von zwei oder mehr Ethnien ab. Unabhängig von der ethnischen Zugehörigkeit waren 1,6 Prozent der Bevölkerung spanischer oder lateinamerikanischer Abstammung.
26,9 Prozent der Bevölkerung waren unter 18 Jahre alt, 59,1 Prozent waren zwischen 18 und 64 und 14,0 Prozent waren 65 Jahre oder älter. 50,1 Prozent der Bevölkerung war weiblich.
Das mittlere jährliche Einkommen eines Haushalts lag bei 45.563 USD. Das Pro-Kopf-Einkommen betrug 23.632 USD. 9,2 Prozent der Einwohner lebten unterhalb der Armutsgrenze.